# Leopold e Rudolf Blaschka
Leopold Blaschka (27 de maio de 1822 - 3 de julho de 1895) e seu filho Rudolf Blaschka (17 de junho de 1857 - 1 de maio de 1939) foram artistas de vidro de Dresden, Alemanha, nativos da região fronteiriça da Boêmia (Tcheca) - Alemanha, conhecida pela produção de modelos biológicos como como as criaturas do mar de vidro e as flores de vidro da Universidade Harvard.

## Histórico familiar

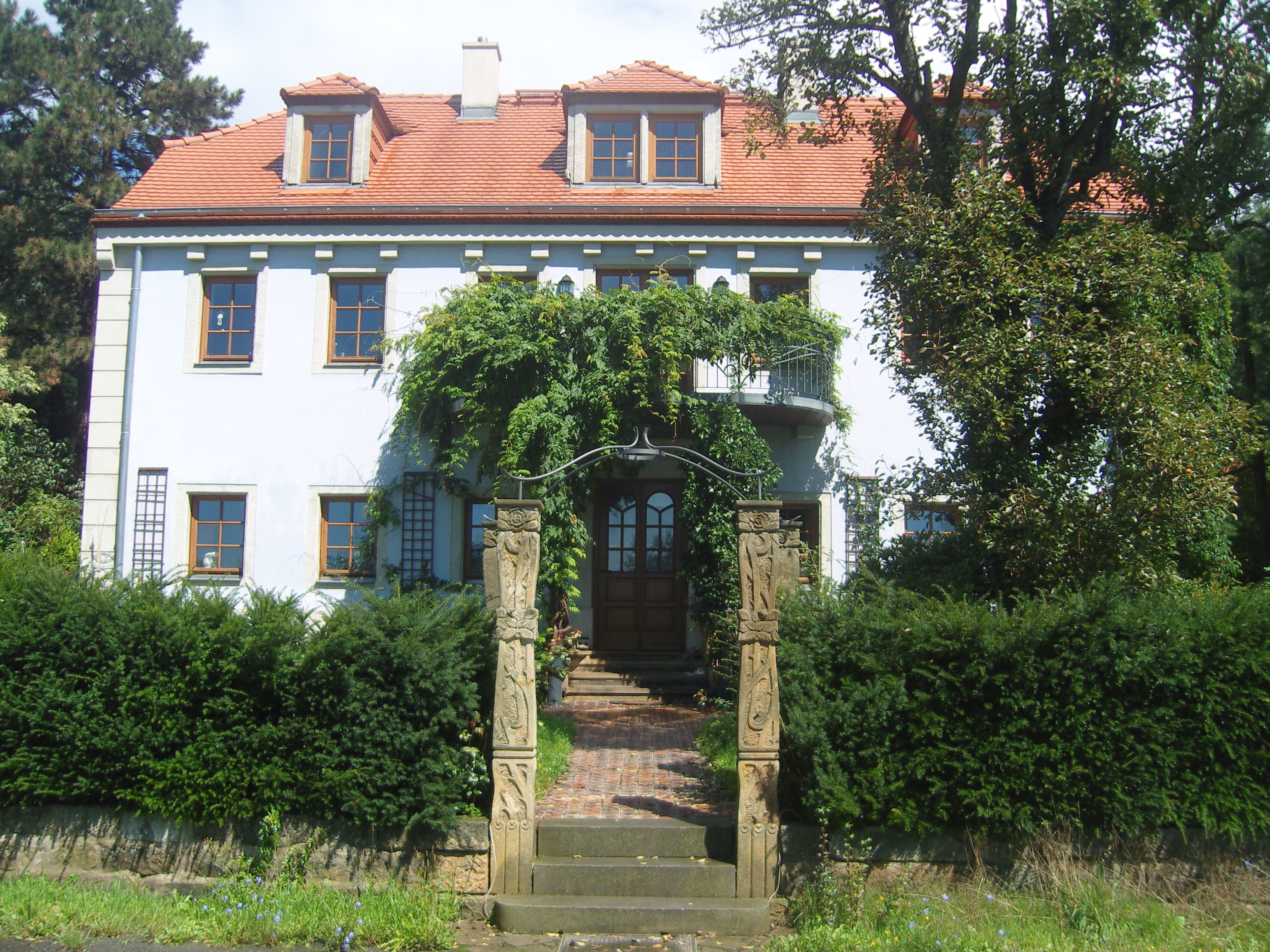
Casa da família Blaschka. em Dresden

A família Blaschka vem originalmente de Josefuv Dul (Antoniwald), uma região conhecida pelo processamento de vidro, metais e pedras preciosas. Membros da família trabalharam em Veneza,  Boêmia e Alemanha.
Nascido em Český Dub, Boêmia, e um dos três filhos de Joseph Blaschke, Leopold foi aprendiz de um ourives e lapidário em Turnov, uma cidade na região de Liberec, na atual República Tcheca. Ele então se juntou à empresa da família, que produzia enfeites de vidro e olhos de vidro .  Desenvolveu uma técnica que denominou "fiação do vidro", que permitiu a construção de obras de vidro de elevada precisão e pormenor. Ele também latinizou o nome de sua família para "Blaschka", e passou a focar o negócio na fabricação de olhos de vidro.
Leopold se casou com Caroline Zimmermann em 1846 e em quatro anos nasceu seu filho Josef Augustin Blaschka. Caroline e Josef morreram de cólera em 1850 e, um ano depois, seu pai morreu. Com o coração partido, Leopold "buscou consolo no mundo natural, desenhando as plantas no campo ao redor de sua casa".

## Invertebrados marinhos de vidro

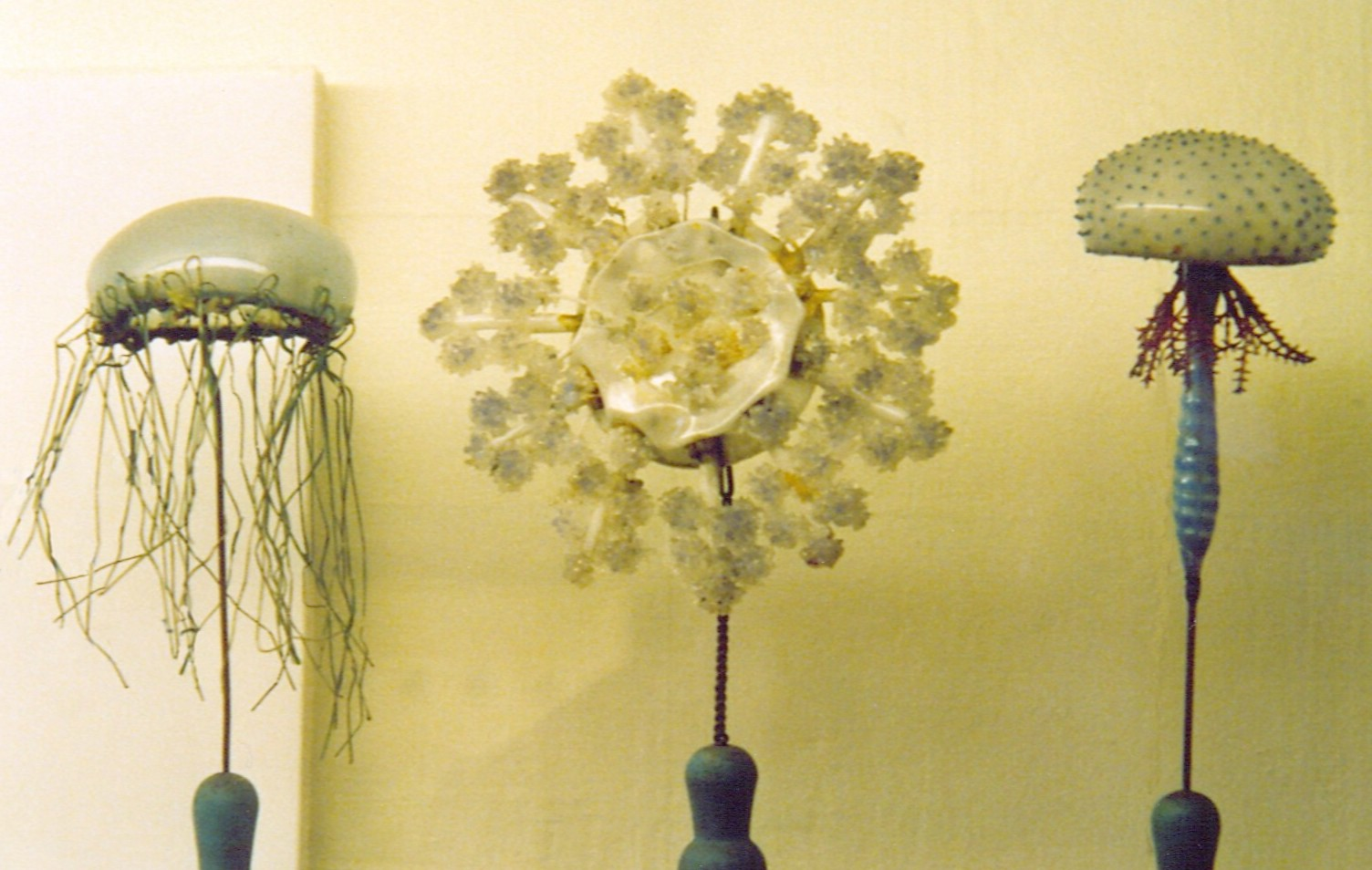
Modelo Blaschka de água-viva

Em 1853, Leopold viajou para os Estados Unidos. No caminho, o navio foi atrasado no mar por duas semanas por falta de vento. Durante esse tempo, Leopold estudou e esboçou invertebrados marinhos locais, intrigado com a transparência de seus corpos.
No retorno a Dresden, Leopold se concentrou nos negócios de sua família, produzindo olhos de vidro, enfeites de fantasia, equipamentos de laboratório e outros produtos sofisticados e itens especiais pelos quais um mestre artesão de lâmpadas era responsável.  Ele se casou com Caroline Riegel em 1854. Ele usou seu tempo livre para criar modelos de plantas de vidro, ao invés de invertebrados. Isso se tornou a base para a coleção de artigos de modelos de plantas de vidro Blaschka (também conhecidos como as flores de vidro ) muitos anos depois, mas durante esse tempo Blaschka não ganhou nenhum dinheiro produzindo os modelos.  Os modelos de Blaschka acabaram atraindo a atenção do Príncipe Camille de Rohan, que combinou um encontro com Leopold no Castelo Sychrov em 1857, no ano em que nasceu o filho de Leopold e Caroline, Rudolf.

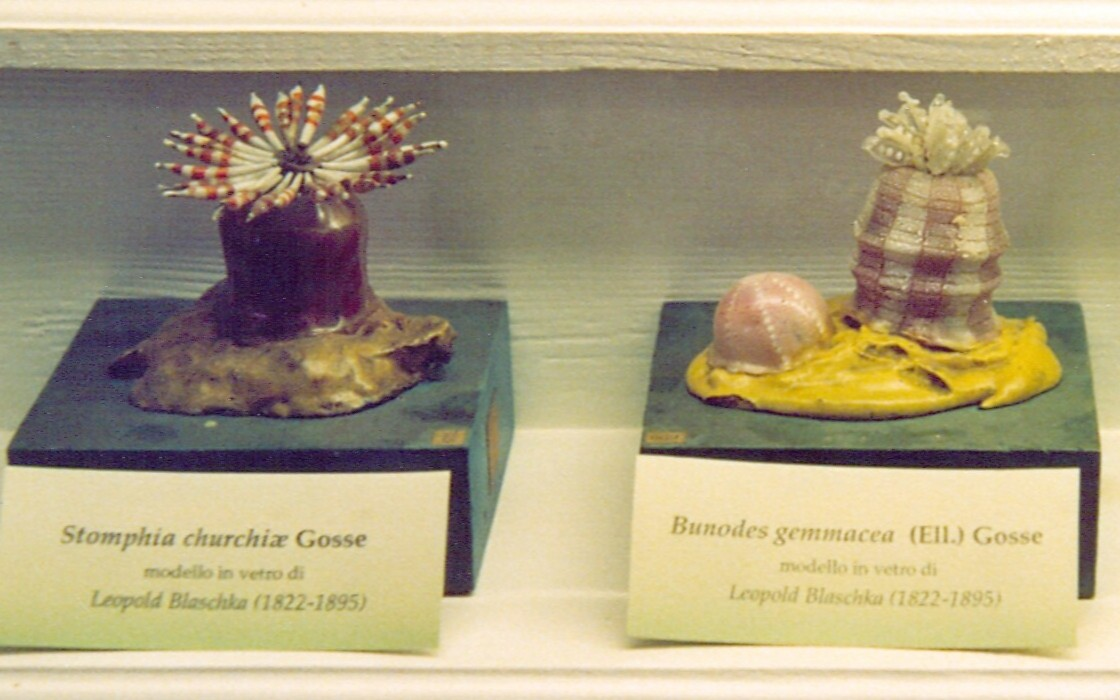
Modelo Blaschka de anêmonas do mar

Os modelos marinhos de Leopold, especificamente os de anêmonas do mar, foram saudados como "uma maravilha artística no campo da ciência e uma maravilha científica no campo da arte" e um grande avanço em relação aos métodos anteriores de apresentação de tais criaturas: desenhos, prensagem, fotografias e papel machê ou modelos de cera.

## Contato com Harvard

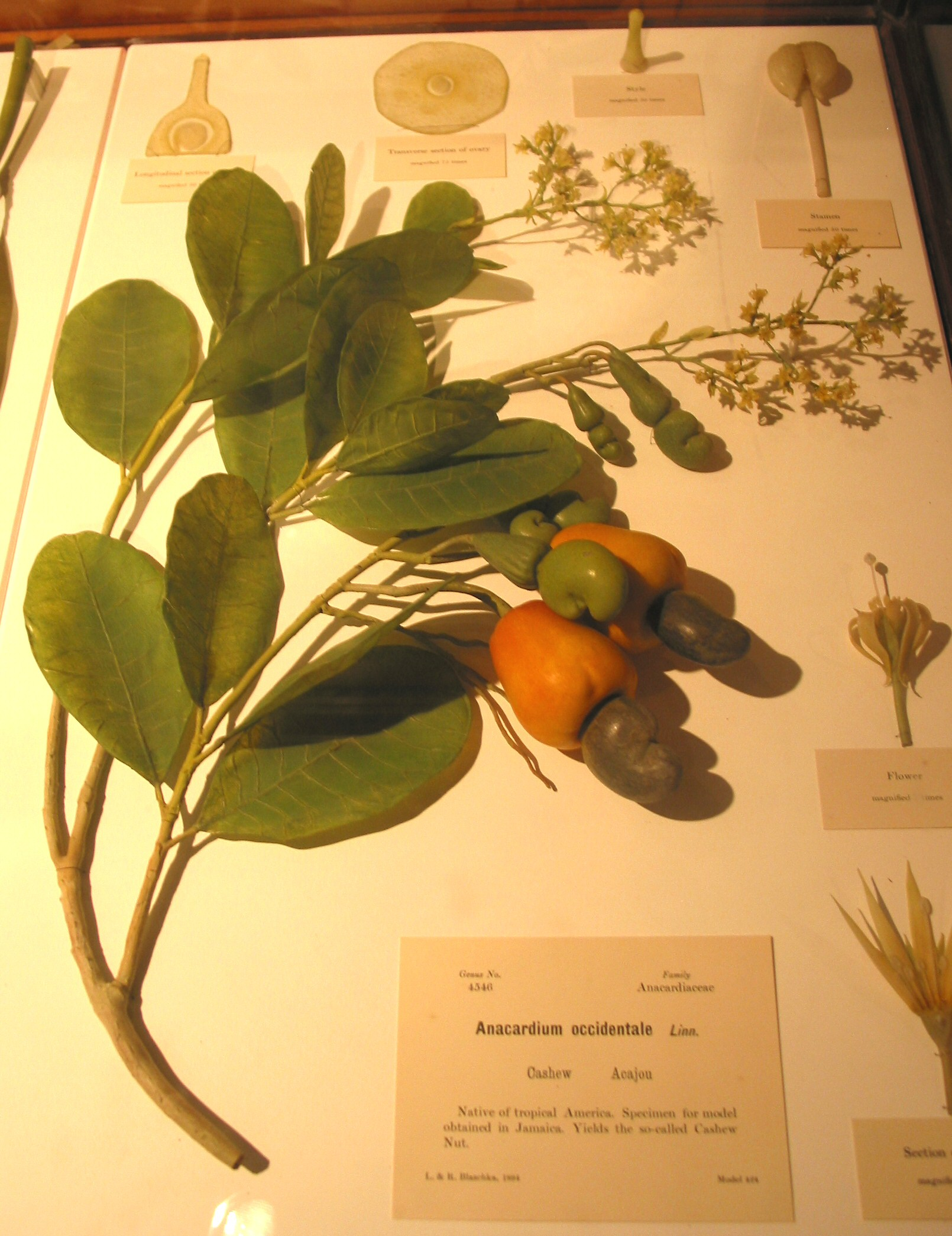
Parte da coleção Harvard Glass Flowers

Por volta de 1880, Rudolf começou a ajudar seu pai com os modelos. Naquele ano, eles produziram 131 modelos de criaturas marinhas de vidro para o Museu de História Natural da Sociedade de Boston (agora Museu de Ciência ). Estes modelos, juntamente com os comprados pelo Museu de Zoologia Comparada de Harvard, foram vistos pelo professor George Lincoln Goodale, que estava no processo de criação do Museu Botânico de Harvard . Em 1886, os Blaschkas foram abordados por Goodale, que viera a Dresden com o único propósito de encontrá-los, com um pedido para fazer uma série de modelos botânicos de vidro para Harvard; alguns relatos afirmam que Goodale viu algumas orquídeas de vidro na sala onde se conheceram, sobrevivendo do trabalho duas décadas antes.  Leopold não queria, pois seu negócio atual de venda de criaturas marinhas de vidro era extremamente bem-sucedido, mas, eventualmente, os famosos artistas do vidro concordaram em enviar modelos de teste para os EUA e, embora gravemente danificados pela alfândega dos EUA,  Goodale, no entanto, apreciou o artesanato fragmentário e os mostrou amplamente - convencido de que a arte em vidro Blaschka era um investimento educacional mais do que valioso. Suas razões para querer os modelos eram simples: naquela época, Harvard era o centro global de estudos botânicos. Como tal, Goodale queria o melhor, mas o único método usado era exibir amostras prensadas e cuidadosamente rotuladas - uma metodologia que oferecia um problema duplo: sendo prensadas, as amostras eram bidimensionais e tendiam a perder sua cor. Portanto, dificilmente eram as ferramentas de ensino ideais.  No entanto, já tendo visto os invertebrados marinhos de vidro recentemente adquiridos por Harvard, o professor Goodale - como o professor Reichenbach antes dele - percebeu que as flores de vidro resolveriam seu problema  - pois, como vidro, eram tridimensionais e conservariam sua cor.

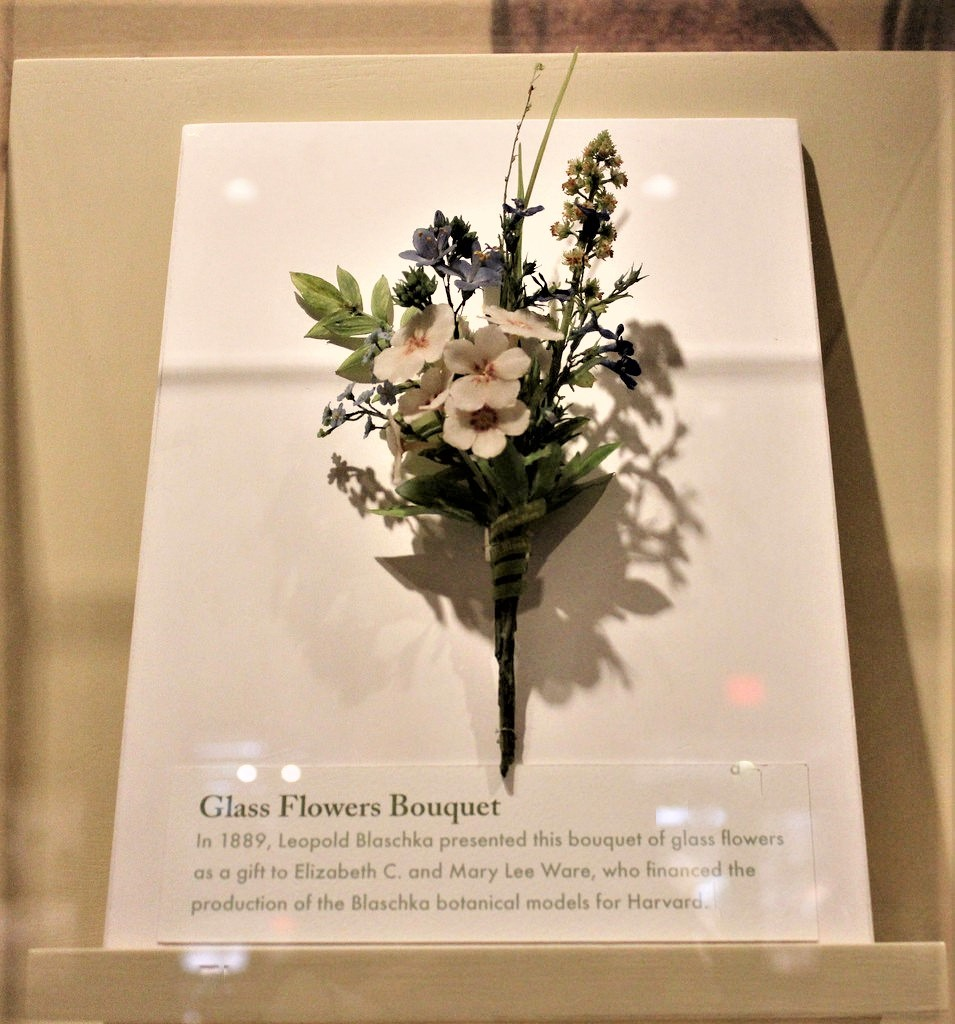
Foto do buquê de flores de vidro que, em 1889, Leopold Blaschka confeccionou e deu a Elizabeth C. e Mary L. Ware que, posteriormente, foi entregue à Harvard e hoje faz parte da exposição Glass Flowers.

Para cobrir o caro empreendimento, Goodale abordou sua ex-aluna Mary Lee Ware e sua mãe Elizabeth C. Ware, ricas benfeitoras da Harvard.  Mary convenceu sua mãe a concordar em subscrever a remessa dos modelos estranhamente realistas que a tinham encantado.  Em 1887, os Blaschkas fizeram um contrato para passar meio período produzindo os modelos para Harvard.  Eles continuaram a passar o tempo restante fazendo modelos de invertebrados marinhos. Em 1890, os Blaschkas insistiam que era impossível fabricar os modelos botânicos metade do ano e as criaturas do mar na outra metade; "eles disseram que deveriam desistir de um ou de outro." Assim, naquele mesmo ano, os Blaschkas assinaram um contrato exclusivo de dez anos com Harvard para fazer flores de vidro por 8.800 marcos por ano.  Novos arranjos também foram feitos para enviar os modelos diretamente para Harvard, onde a equipe do museu poderia abri-los com segurança, observado pelo pessoal da alfândega.  Eles modelaram uma grande variedade de plantas (finalmente 164 famílias taxonômicas) e partes de plantas (flores, folhas, frutos, raízes). Alguns foram mostrados durante a polinização por insetos, outros adoeceram de várias maneiras.  O Prof. Goodale observou que a atividade dos Blaschkas foi "grandemente aumentada por sua devoção exclusiva a uma única linha de trabalho".

## Legado

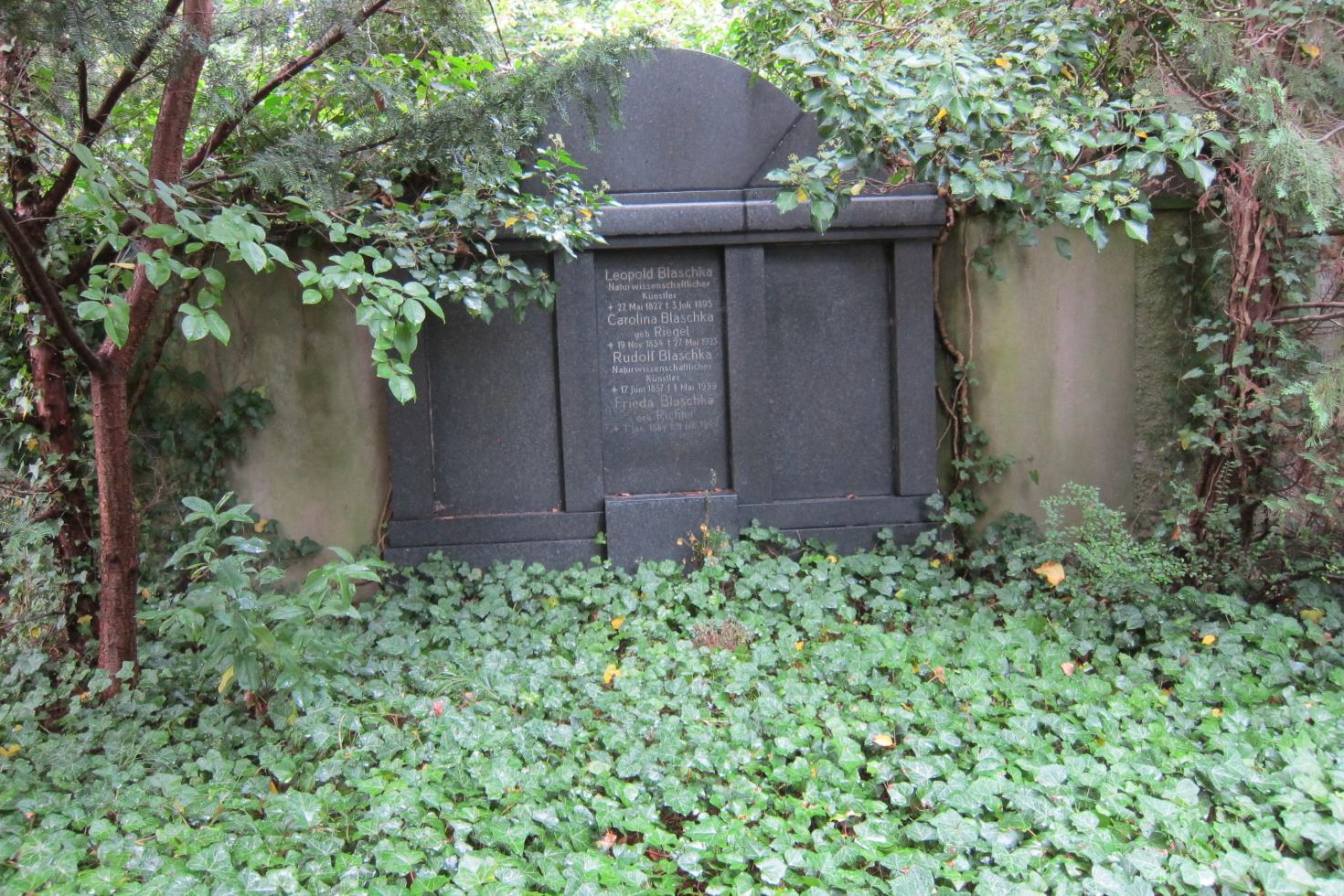
O túmulo de Leopold, Caroline, Rudolf e Frieda Blaschka

O estúdio Blaschka sobreviveu ao bombardeio de Dresden na Segunda Guerra Mundial, então, em 1993, o Corning Museum e a Harvard compraram em conjunto os materiais restantes do estúdio Blaschka.
1. 1 2 3 4  Sigwart, Julia D. "Crystal creatures: context for the Dublin Blaschka Congress."
2. 1 2  Harvell, Drew, and Greene, Harry W. A Sea of Glass: Searching for the Blaschkas' Fragile Legacy in an Ocean at Risk Organisms and Environments 13.
3. 1 2 3 4 5 6  «Heraldika a genealogie č. 1 - 2/2010» (PDF). 2011
4. ↑  «Heraldika a genealogie č. 1 - 2/2010» (PDF). 2011
5. 1 2  The Story of Rudolf and Leopold Blaschka - https://www.youtube.com/watch?v=rHOx5H5vNx4
6. 1 2  Rossi-Wilcox, Susan M. "A Brief History of Harvard's Glass Flowers Collection and Its Development."
7. 1 2  Annual reports of the President and Treasurer of Harvard College 1890-1891, pp. 160-163 - https://iiif.lib.harvard.edu/manifests/view/drs:427018526$1i
8. ↑  Drawing upon Nature: Studies for the Blaschkas’ Glass Models - http://www.cmog.org/publication/drawing-upon-nature-studies-blaschkas-glass-models-0